# Sisters in Crime
Sisters in Crime (Hermanas en el Crimen) es una organización internacional creada en Estados Unidos que tiene 3.600 miembros en más de 50 capítulos en todo el mundo, ofreciendo red, consejo y soporte a las escritoras de misterio. Los miembros son autoras, lectoras, editoras, agentes literarias que tienen en común su interés por el género de misterio y su apoyo a mujeres que escriben misterios.

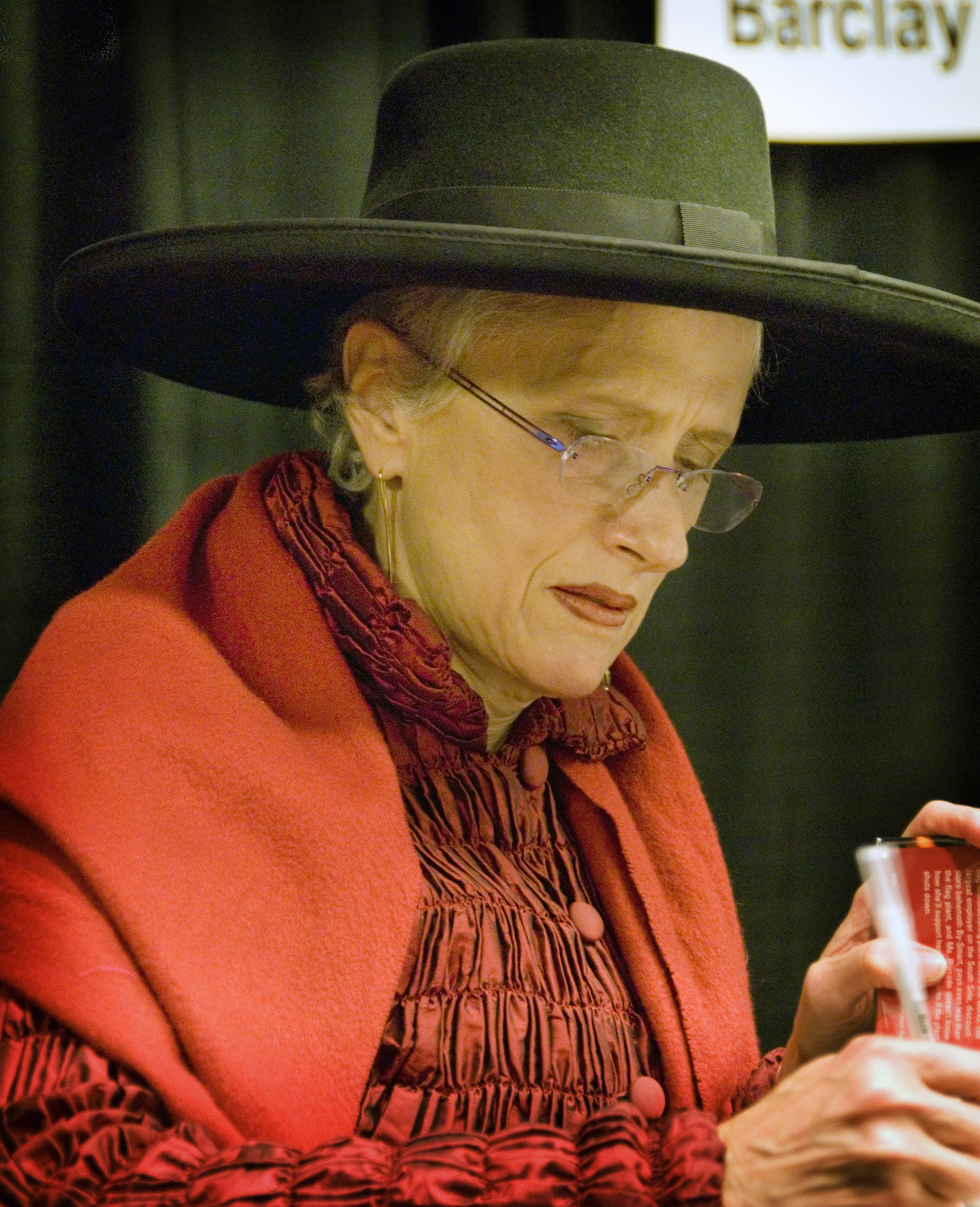
Sara Paretsky, escritora de novela negra, fundadora de Sisters in Crime

## Creación
La formación de Hermanas en el Crimen fue a partir de una conferencia en el Hunter College sobre Mujeres en el Género de Misterio en 1986, en la que Sara Paretsky habló sobre el creciente uso de sadismo gráfico contra las mujeres en los misterios; una carta de Phyllis Whitney a los Escritores de Misterio de Estados Unidos, señalando que las mujeres no estaban siendo nominadas a los premios; una reunión inicial de mujeres interesadas en octubre de 1986 en la Convención Mundial de Misterio en Homenaje a Anthony Boucher celebrada en Baltimore convocada por Sara Paretsky y una reunión en el loft de Sandra Scoppettone durante la anual semana Edgars, en la que se formó la organización.

## Objetivos
En la declaración de Hermanas en el Crimen:
"Para combatir discriminación contra mujeres en el campo de misterio, educar editores y el público general sobre las injusticias en el tratamiento de mujeres autoras, aumentar el nivel de concienciación de sus contribuciones an este terreno, y promover el avance profesional de las mujeres que escriben misterios."